# Lacanobia contigua
Lacanobia contigua là một loài bướm đêm thuộc họ Noctuidae. Nó được tìm thấy ở khắp temperate regions của miền Cổ bắc.
Sải cánh dài 36–42 mm. Con trưởng thành bay từ tháng 5 đến tháng 7 tùy theo địa điểm.
The larva chủ yếu ăn various trees, bushes và herbaceous plants.

## Hình ảnh

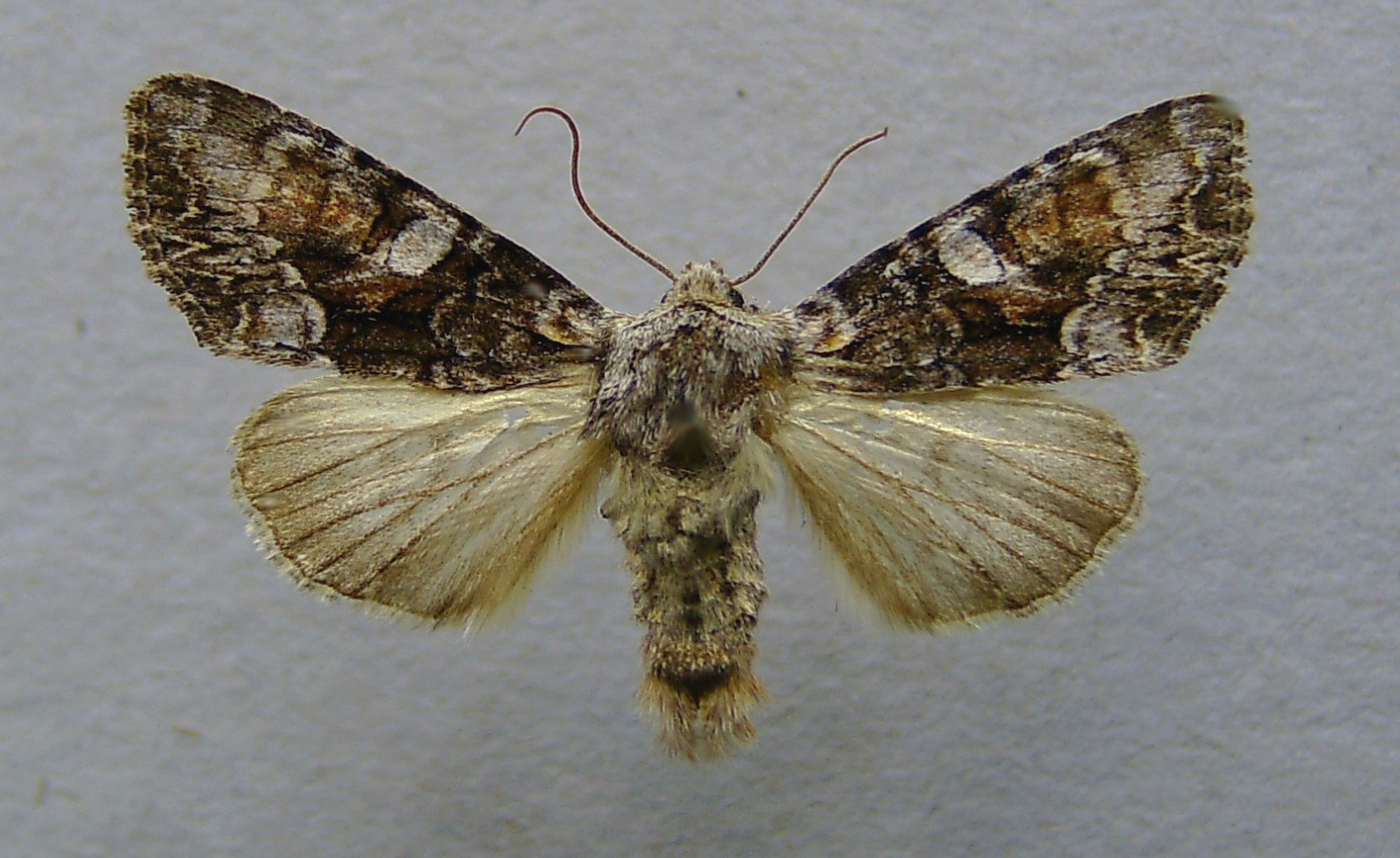
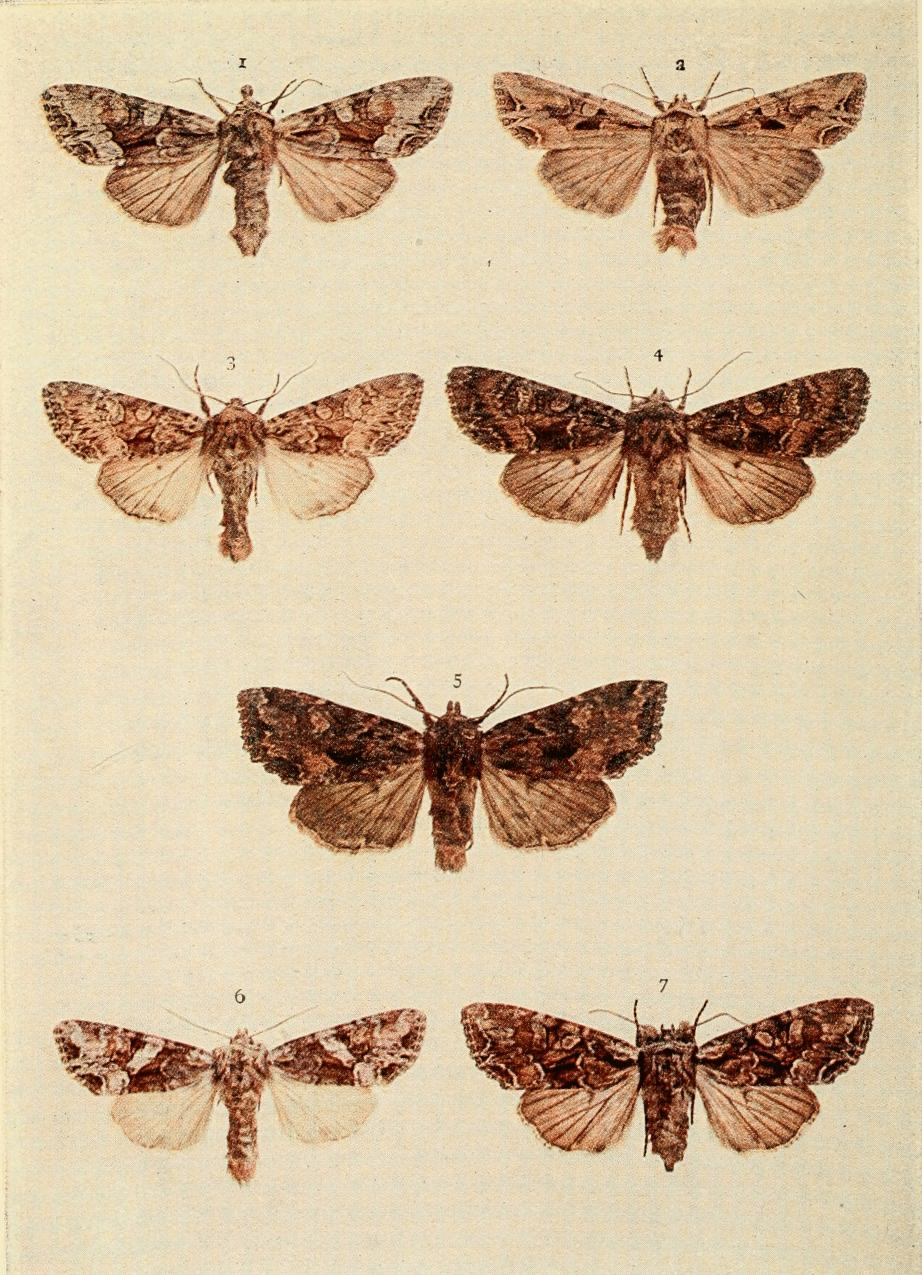
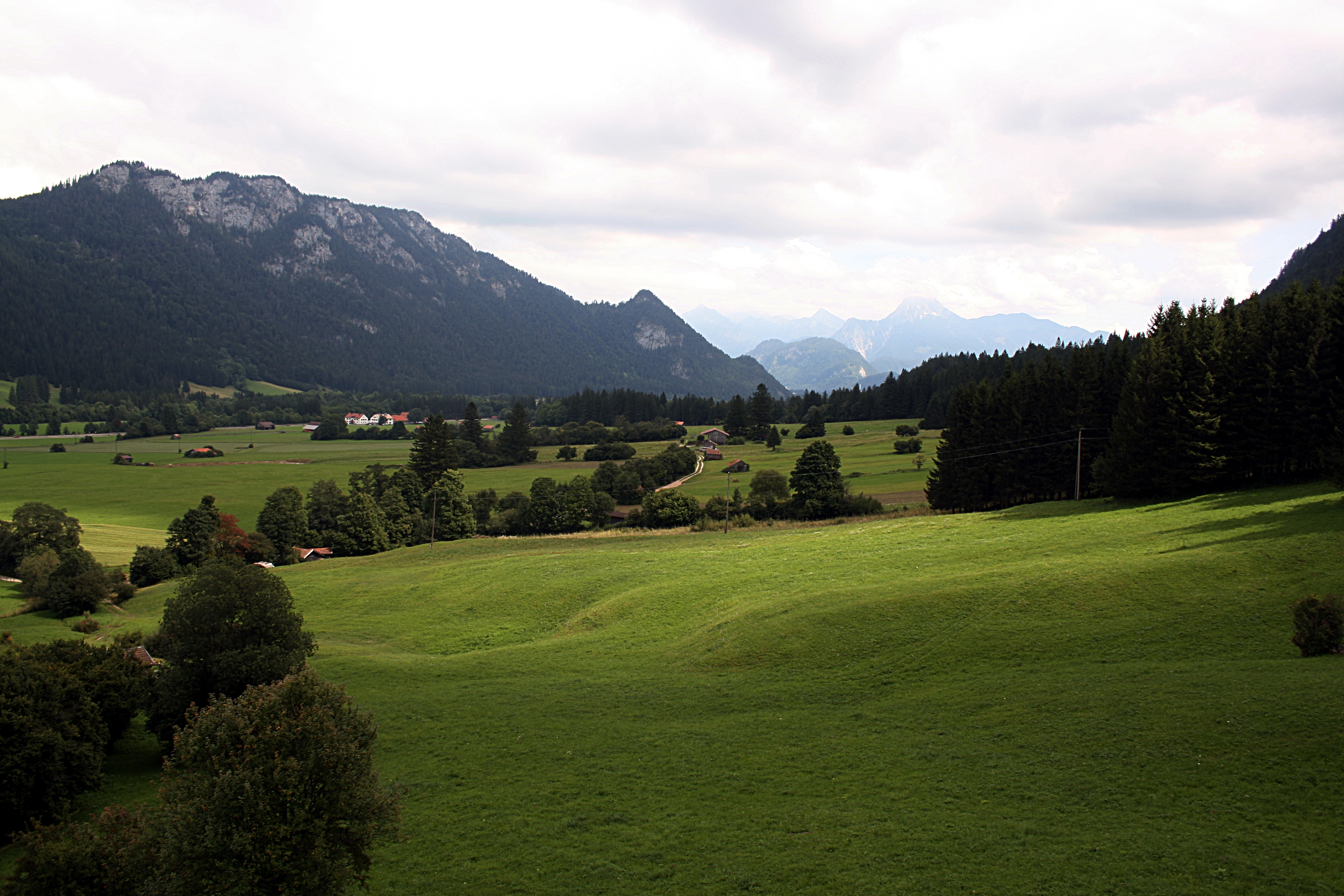